# プロフェッショナルレフェリー
プロフェッショナルレフェリー（Professional Referee、略称「PR」）は、日本のサッカーおよびバスケットボールにおいて、審判員の活動によって主たる収入を得ている人物並びに制度。
なお、プロ野球審判員も審判員の活動によって主たる収入を得ているが、「プロフェッショナルレフェリー」とは称さない。

## サッカー
日本サッカー協会 (JFA) がトップレベルの審判員が審判活動に専念できるよう、2002年に「スペシャルレフェリー」（Special Referee、略称「SR」）の名称で導入した。2009年から現行の名称となっている。
PRの選定はJFA理事会の協議事項に規定されており、PRに選定された人物はJFAとの間で契約を結ぶ。契約期間は原則として1年（PR就任前の前職との兼ね合いで月単位の契約となる場合もあり）。年俸は非公開。
PR契約を結ぶと、審判活動のためのトレーニング環境が提供される他、審判員と審判インストラクターの育成・強化活動「JFAレフェリーキャラバンプロジェクト」に参加する。一部はJFAから国際サッカー連盟（FIFA）に国際主審・国際副審として推薦される（PR全員が推薦されるわけではなく、またPR以外にも国際主審・国際副審に推薦されるものもいる）。
SR時代は主審のみと契約を結んでいたが、2009年より相樂亨・名木利幸とPR契約を結び、日本で初めてとなる「プロ副審」が誕生した。

### 歴代PR一覧
| 審判員氏名 | PR登録 | PR引退     | 国際審判員資格 |
| ---------- | ------ | ---------- | -------------- |
| 岡田正義   | 2002年 | 2010年12月 | 元国際主審     |
| 上川徹     | 2002年 | 2007年1月  | 元国際主審     |
| 柏原丈二   | 2003年 | 2011年6月  | 元国際主審     |
| 吉田寿光   | 2003年 | 2016年1月  | 元国際主審     |
| 西村雄一   | 2004年 | 2025年1月  | 元国際主審     |
| 家本政明   | 2005年 | 2022年1月  | 元国際主審     |
| 扇谷健司   | 2007年 | 2018年1月  | 元国際主審     |
| 東城穣     | 2008年 | 2021年1月  | 元国際主審     |
| 松尾一     | 2008年 | 2024年1月  | 元国際主審     |
| 村上伸次   | 2008年 | 2022年1月  |                |
| 佐藤隆治   | 2009年 | 2023年1月  | 元国際主審     |
| 飯田淳平   | 2011年 |            | 国際主審       |
| 木村博之   | 2012年 |            | 国際主審       |
| 山本雄大   | 2015年 |            | 国際主審       |
| 荒木友輔   | 2018年 |            | 国際主審       |
| 今村義朗   | 2020年 |            |                |
| 福島孝一郎 | 2020年 |            |                |
| 池内明彦   | 2021年 |            |                |
| 笠原寛貴   | 2021年 |            | 国際主審       |
| 清水勇人   | 2022年 |            |                |
| 中村太     | 2022年 |            |                |
| 山下良美   | 2022年 |            | 国際主審       |
| 谷本涼     | 2023年 |            | 国際主審       |
| 御厨貴文   | 2024年 |            |                |
| 小屋幸栄   | 2025年 |            |                |
| 上田益也   | 2025年 |            |                |
| 長峯滉希   | 2025年 |            | 国際主審       |
| 高崎航地   | 2025年 |            | 国際主審       |
| 大橋侑祐   | 2025年 |            | 国際主審       |

| 審判員氏名 | PR登録 | PR引退    | 国際審判員資格 |
| ---------- | ------ | --------- | -------------- |
| 相樂亨     | 2009年 | 2019年    | 元国際副審     |
| 名木利幸   | 2009年 | 2018年    | 元国際副審     |
| 大塚晴弘   | 2011年 | 2017年    | 元国際副審     |
| 八木あかね | 2014年 | 2019年    | 元国際副審     |
| 山内宏志   | 2018年 | 2023年1月 | 元国際副審     |
| 聳城巧     | 2018年 |           | 国際副審       |
| 西橋勲     | 2020年 |           | 国際副審       |
| 野村修     | 2020年 | 2024年1月 | 元国際副審     |
| 渡辺康太   | 2023年 |           | 国際副審       |
| 淺田武士   | 2024年 |           | 国際副審       |
| 武部陽介   | 2024年 |           | 国際副審       |
| 道山悟至   | 2025年 |           | 国際副審       |

## バスケットボール
日本バスケットボール協会 (JBA) は2017年9月25日、加藤誉樹との間でプロフェッショナルレフェリー契約を締結したことを公表した。ジャパン・プロフェッショナル・バスケットボールリーグ（B.LEAGUE）などの試合で、プロ審判として活動する。
以後、以下の者との間でプロフェッショナルレフェリー契約を締結している。
- 漆間大吾（2019年 - ）[6]
- 阿部聖（2023年 - ）[7]
- 有澤重行（2023年 - ）[7]
- 大河原則人（2024年 - ）[8]